# Ganac
Ganac est une commune française située dans le centre du département de l'Ariège, en région Occitanie. Sur le plan historique et culturel, la commune fait partie du pays de Foix, composé de la partie centrale du Plantaurel, du massif de l'Arize et d'un tronçon de la vallée de l'Ariège avec ses quelques affluents.
Exposée à un climat de montagne, elle est drainée par l'Arget, le ruisseau de Becq, le ruisseau de Ganac et par divers autres petits cours d'eau. Incluse dans le parc naturel régional des Pyrénées ariégeoises.
Ganac est une commune rurale qui compte 746 habitants en 2022, après avoir connu un pic de population de 1 471 habitants en 1836. Elle appartient à l'unité urbaine de Foix et fait partie de l'aire d'attraction de Foix. Ses habitants sont appelés les Ganacois ou Ganacoises.
Ses habitants sont appelés les Ganacois et/ ou les Granoutaïres (référence aux grenouilles en occitan, qui sont l'emblème de la commune).[réf. nécessaire]

## Géographie

### Localisation
Commune des Pyrénées située dans l'aire d'attraction de Foix dans la vallée de la Barguillière, à 5 km à l'ouest de Foix, au pied du Prat d'Albis. Ganac fait partie du Parc naturel régional des Pyrénées ariégeoises.

### Communes limitrophes
| Les communes limitrophes sont Brassac, Ferrières-sur-Ariège, Foix, Montoulieu, Prayols, Saint-Pierre-de-Rivière et Saurat. Les limites communales de Ganac et celles de ses communes adjacentes. \| \| Saint-Pierre-de-Rivière \| Foix \| \| Brassac \| Ganac \| Ferrières-sur-Ariège \| \| Saurat \| Montoulieu \| Prayols \| |                         |                      |
| | Saint-Pierre-de-Rivière | Foix                 |
| Brassac | Ganac                   | Ferrières-sur-Ariège |
| Saurat | Montoulieu              | Prayols              |

### Géologie et relief
La commune est située dans les Pyrénées, une chaîne montagneuse jeune, érigée durant l'ère tertiaire (il y a 40 millions d'années environ), en même temps que les Alpes. Les terrains affleurants sur le territoire communal sont constitués de roches métamorphiques et plutoniques datant pour certaines du Paléozoïque, une ère géologique qui s'étend de −541 à −252,2 Ma (millions d'années), et pour d'autres du Protérozoïque, le dernier éon du Précambrien sur l’échelle des temps géologiques. La structure détaillée des couches affleurantes est décrite dans la feuille « n°1075 - Foix » de la carte géologique harmonisée au 1/50 000ème du département de l'Ariège, et sa notice associée.
La superficie cadastrale de la commune publiée par l’Insee, qui sert de références dans toutes les statistiques, est de 20,19 km2,. La superficie géographique, issue de la BD Topo, composante du Référentiel à grande échelle produit par l'IGN, est quant à elle de 20,44 km2. Son relief est particulièrement escarpé puisque la dénivelée maximale atteint 1 186 mètres. L'altitude du territoire varie entre 420 m et 1 606 m.
La commune s'étage sur les pentes du massif de l'Arize, depuis la rivière Arget (420 m) jusqu'à la crête, le point culminant se trouvant au Picou à 1 606 m, un peu au-dessus du Bout de Touron (1 490 m), véritable belvédère sur la Barguillière, Foix et la vallée de l'Ariège.

### Hydrographie

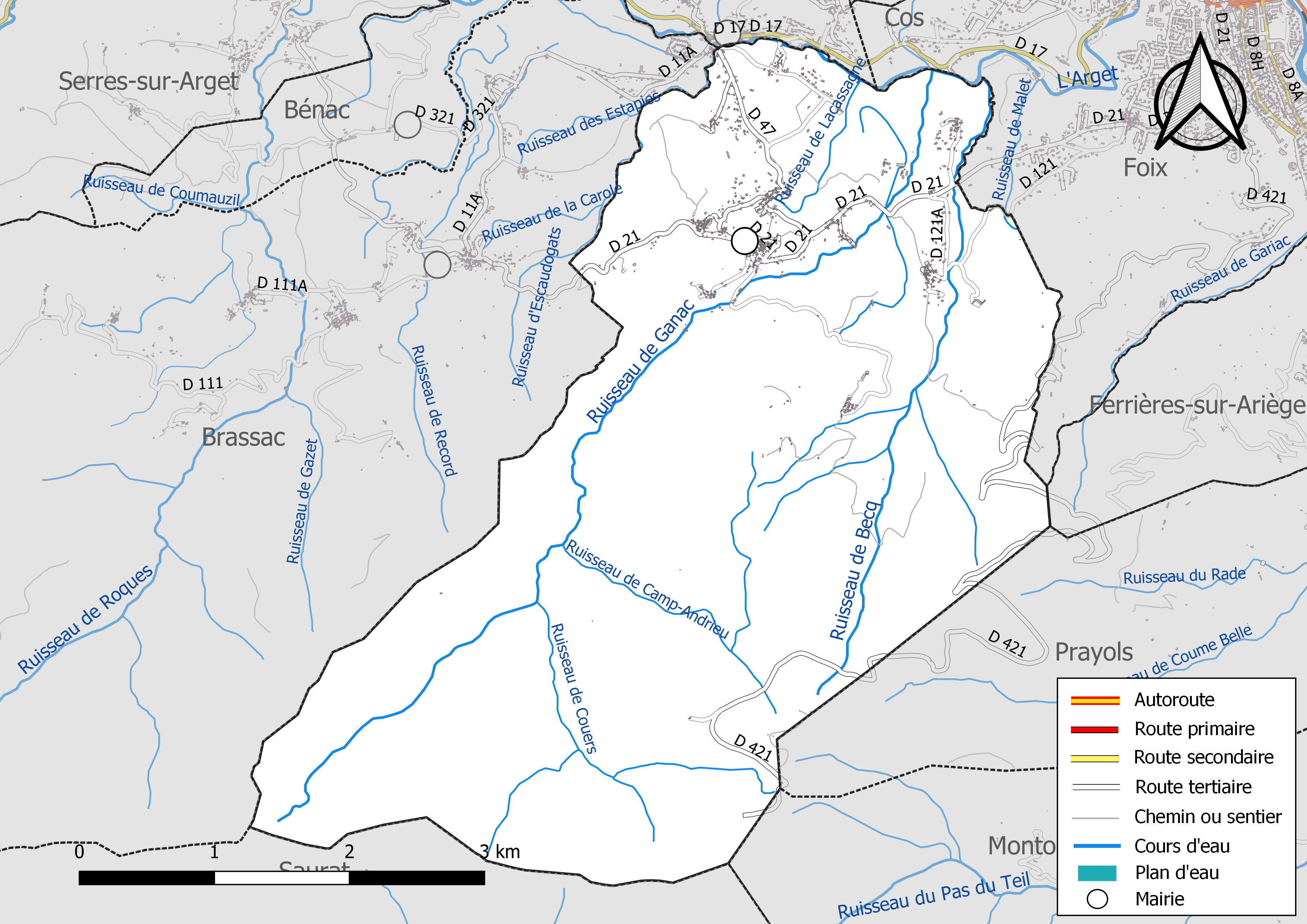
Réseaux hydrographique et routier de Ganac.

La commune est dans le bassin versant de la Garonne, au sein du bassin hydrographique Adour-Garonne. Elle est drainée par l'Arget, le ruisseau de Becq, le ruisseau de Ganac, le ruisseau de Camp-Andrieu, le ruisseau de Couers, le ruisseau de Lacassagne, le ruisseau de Malet, le ruisseau d'Escaudogats et par divers petits cours d'eau, constituant un réseau hydrographique de 31 km de longueur totale,.
L'Arget, d'une longueur totale de 23 km, prend sa source dans la commune du Bosc et s'écoule du sud-ouest vers le nord-est. Il traverse la commune et se jette dans l'Ariège à Foix, après avoir traversé 8 communes.

### Climat
Pour des articles plus généraux, voir Climat de l'Occitanie et Climat de l'Ariège.
En 2010, le climat de la commune est de type climat des marges montargnardes, selon une étude s'appuyant sur une série de données couvrant la période 1971-2000. En 2020, Météo-France publie une typologie des climats de la France métropolitaine dans laquelle la commune est exposée à un climat de montagne et est dans la région climatique Pyrénées centrales, caractérisée par une pluviométrie annuelle de 1 000 à 1 200 mm.
Pour la période 1971-2000, la température annuelle moyenne est de 11,5 °C, avec une amplitude thermique annuelle de 15 °C. Le cumul annuel moyen de précipitations est de 1 111 mm, avec 10,2 jours de précipitations en janvier et 7,4 jours en juillet. Pour la période 1991-2020, la température moyenne annuelle observée sur la station météorologique la plus proche, située sur la commune de Cos à 3 km à vol d'oiseau, est de 12,4 °C et le cumul annuel moyen de précipitations est de 1 004,0 mm,. Pour l'avenir, les paramètres climatiques de la commune estimés pour 2050 selon différents scénarios d'émission de gaz à effet de serre sont consultables sur un site dédié publié par Météo-France en novembre 2022.

## Urbanisme

### Typologie
Au 1er janvier 2024, Ganac est catégorisée commune rurale à habitat dispersé, selon la nouvelle grille communale de densité à 7 niveaux définie par l'Insee en 2022.
Elle appartient à l'unité urbaine de Foix, une agglomération intra-départementale dont elle est une commune de la banlieue,. Par ailleurs la commune fait partie de l'aire d'attraction de Foix, dont elle est une commune de la couronne,. Cette aire, qui regroupe 38 communes, est catégorisée dans les aires de moins de 50 000 habitants,.

### Occupation des sols

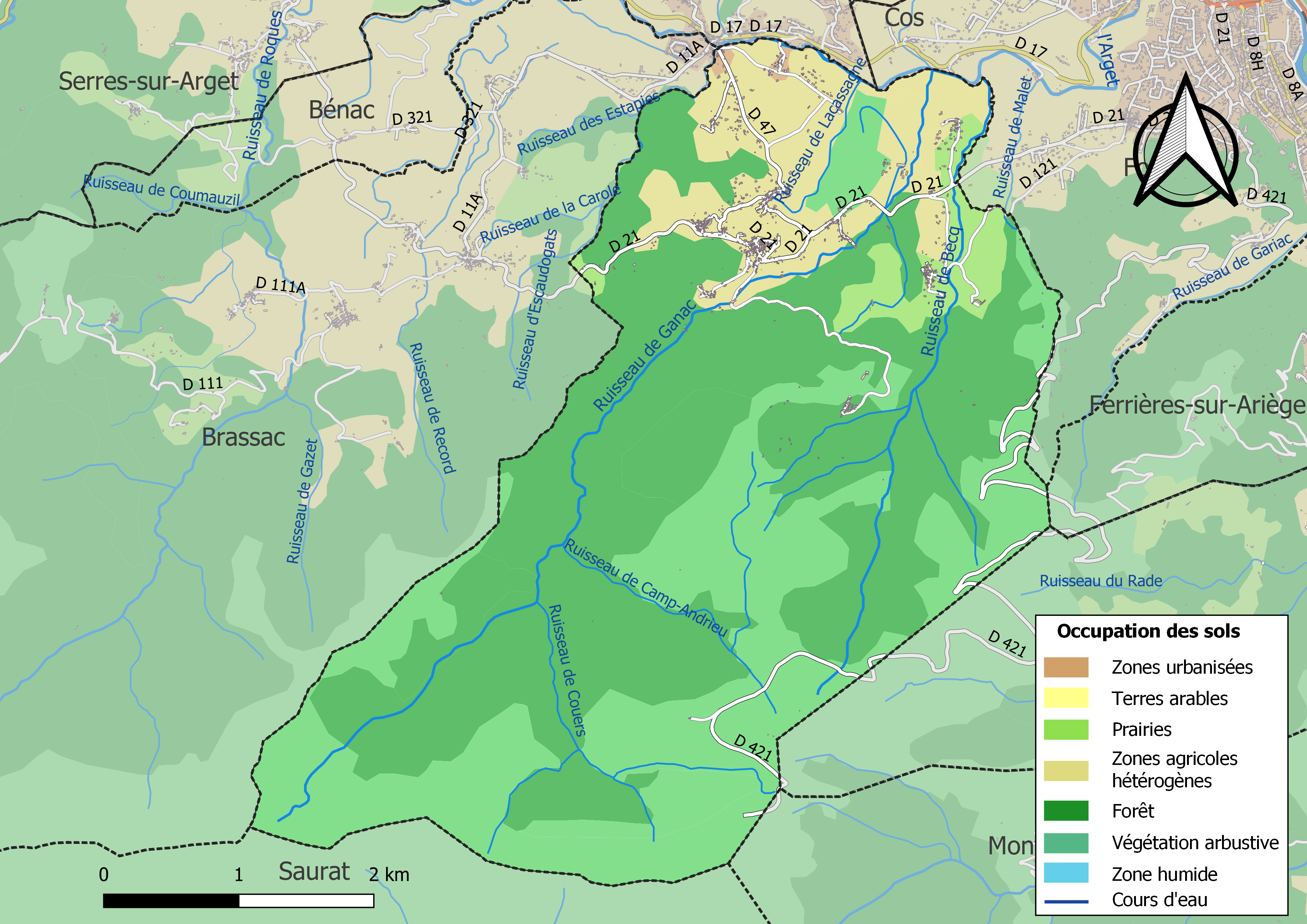
Carte des infrastructures et de l'occupation des sols de la commune en 2018 (CLC).

L'occupation des sols de la commune, telle qu'elle ressort de la base de données européenne d’occupation biophysique des sols Corine Land Cover (CLC), est marquée par l'importance des forêts et milieux semi-naturels (82,2 % en 2018), en diminution par rapport à 1990 (83,7 %). La répartition détaillée en 2018 est la suivante : 
forêts (50,4 %), milieux à végétation arbustive et/ou herbacée (31,8 %), zones agricoles hétérogènes (13,1 %), prairies (3,8 %), zones urbanisées (0,8 %). L'évolution de l’occupation des sols de la commune et de ses infrastructures peut être observée sur les différentes représentations cartographiques du territoire : la carte de Cassini (XVIIIe siècle), la carte d'état-major (1820-1866) et les cartes ou photos aériennes de l'IGN pour la période actuelle (1950 à aujourd'hui).

### Hameaux et lieux-dits

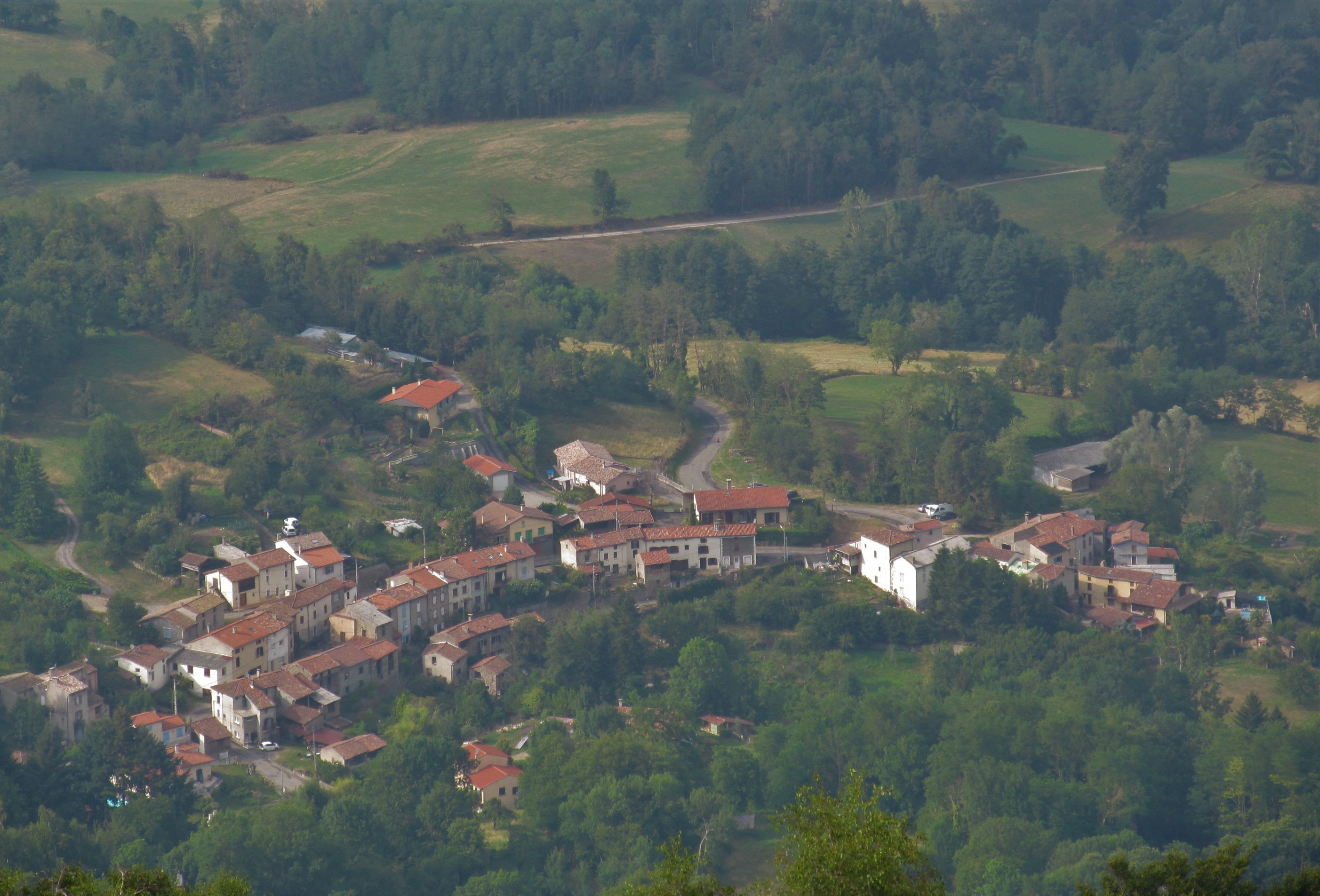
Vue du hameau de Lacassagne depuis le pape.

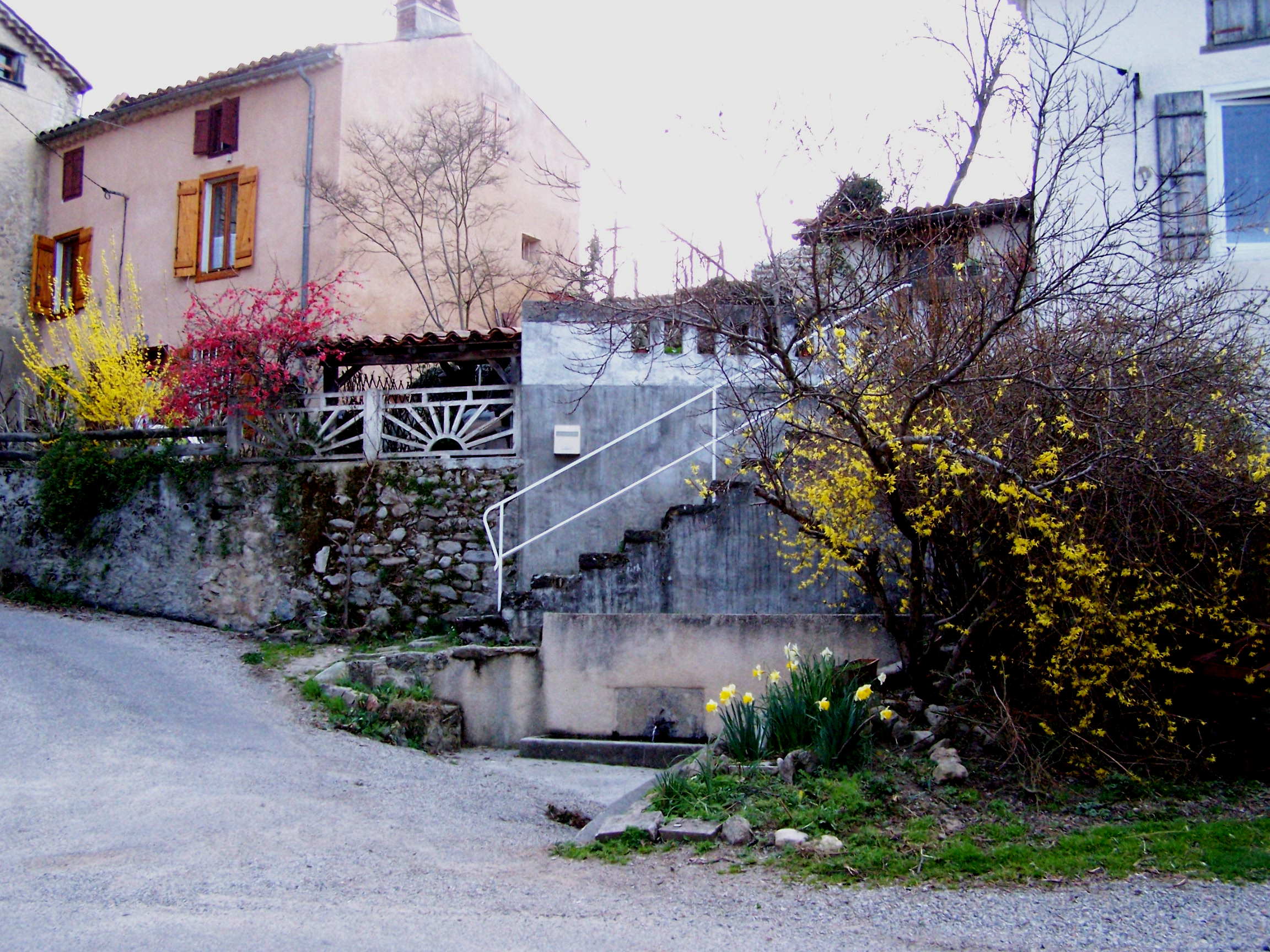
La fontaine du hameau de Lacassagne.

Les principaux hameaux sont Becq, Bourrut, Carrigas, la Bounague, Lacassagne, Soulié, la Tour, le Bernet, Majoural, Micou, les Reillous, le village et Pey Jouan...
Certains lieux-dits étaient autrefois des fermes ou des métairies : Malet, le Taussol, Camp-Arnaud, le Château, Montagnères, la Citadelle, Fringuet, Ardigna, la Plaine, le Bernet.
Le Calmill, la Fruitière, le Moulin de la nation étaient des fruitières.
La Rochelle, le moulin de Sault, le Martinet de Tourie possédaient des moulins.
Plusieurs hameaux ou lieux dits possédaient des martinets, clouteries et des forges.
Le hameau la Forge possédait l'usine des "frères Chausson", une forge, en activité de 1810 jusqu'aux années 1950.

### Habitat et logement
En 2018, le nombre total de logements dans la commune était de 493, alors qu'il était de 487 en 2013 et de 449 en 2008.
Parmi ces logements, 70,8 % étaient des résidences principales, 24,5 % des résidences secondaires et 4,7 % des logements vacants. Ces logements étaient pour 96,1 % d'entre eux des maisons individuelles et pour 3,9 % des appartements.
Le tableau ci-dessous présente la typologie des logements à Ganac en 2018 en comparaison avec celle de l'Ariège et de la France entière. Une caractéristique marquante du parc de logements est ainsi une proportion de résidences secondaires et logements occasionnels (24,5 %) inférieure à celle du département (24,6 %) mais supérieure à celle de la France entière (9,7 %). Concernant le statut d'occupation de ces logements, 75,1 % des habitants de la commune sont propriétaires de leur logement (76,1 % en 2013), contre 66,3 % pour l'Ariège et 57,5 % pour la France entière.
| Typologie                                               | Ganac | Ariège | France entière |
| ------------------------------------------------------- | ----- | ------ | -------------- |
| Résidences principales (en %)                           | 70,8  | 65,7   | 82,1           |
| Résidences secondaires et logements occasionnels (en %) | 24,5  | 24,6   | 9,7            |
| Logements vacants (en %)                                | 4,7   | 9,7    | 8,2            |

### Voies de communication et transports
Le village se trouve sur la RD 21 qui est l'axe principal qui dessert la commune entre Foix (depuis l'avenue Lakanal puis l'avenue de Cadirac) et Brassac. Le chemin de Malet dessert le hameau de Becq avant de rejoindre la D 21.

### Risques majeurs
Le territoire de la commune de Ganac est vulnérable à différents aléas naturels : inondations, climatiques (grand froid ou canicule), feux de forêts, mouvements de terrains, avalanche  et séisme (sismicité modérée). Il est également exposé à un risque particulier, le risque radon,.

#### Risques naturels

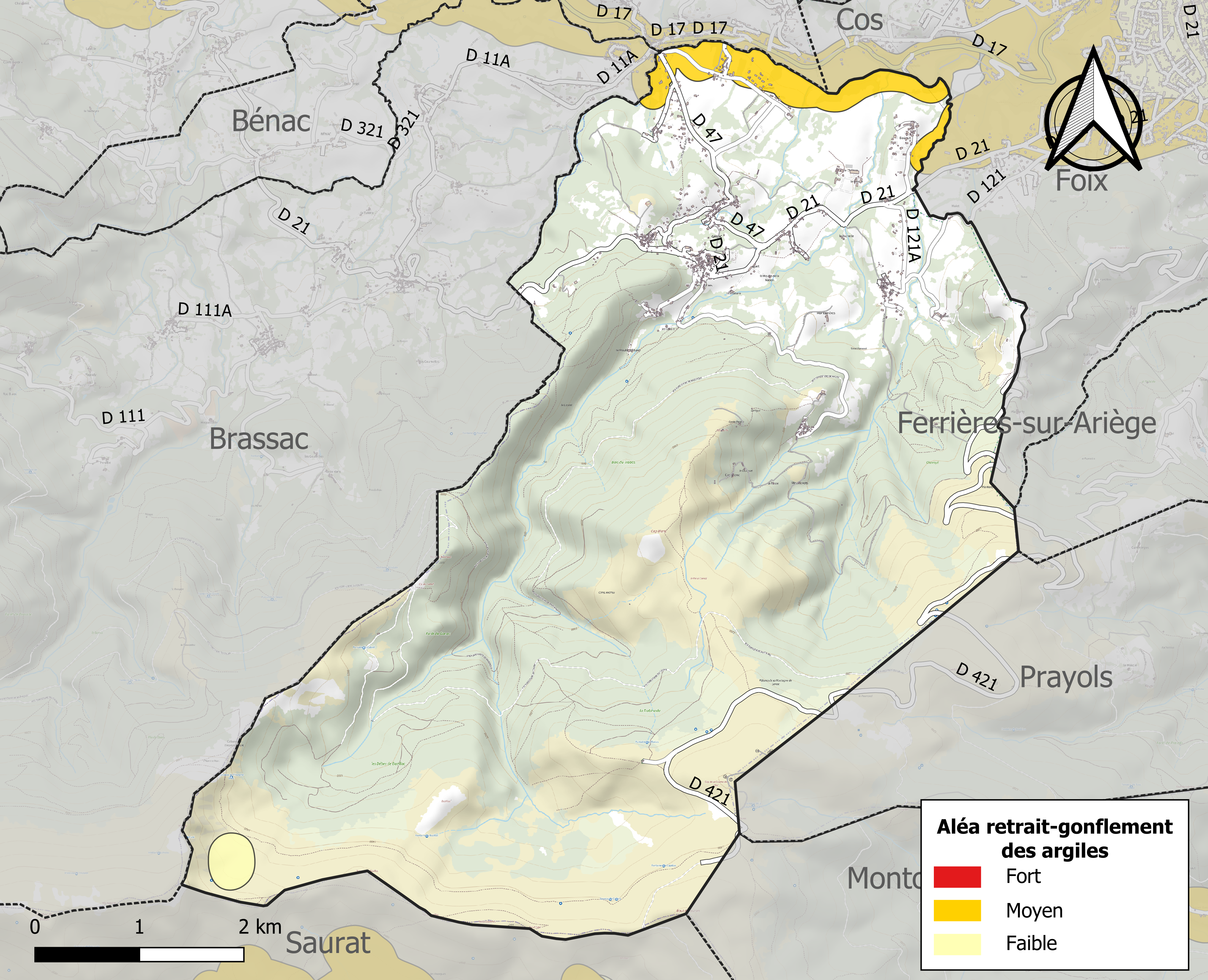
Zonage de l'aléa retrait-gonflement des argiles sur la commune de Ganac.

Certaines parties du territoire communal sont susceptibles d’être affectées par le risque d’inondation par débordement, crue torrentielle d'un cours d'eau, ou ruissellement d'un versant.
Les mouvements de terrains susceptibles de se produire sur la commune sont soit des chutes de blocs, soit des glissements de terrains, soit des mouvements liés au retrait-gonflement des argiles. Près de 50 % de la superficie du département est concernée par l'aléa retrait-gonflement des argiles, dont la commune de Ganac. L'inventaire national des cavités souterraines permet par ailleurs de localiser celles situées sur la commune.

#### Risque particulier
Dans plusieurs parties du territoire national, le radon, accumulé dans certains logements ou autres locaux, peut constituer une source significative d’exposition de la population aux rayonnements ionisants. Toutes les communes du département sont concernées par le risque radon à un niveau plus ou moins élevé. Selon la classification de 2018, la commune de Ganac est classée en zone 3, à savoir zone à potentiel radon significatif.

## Toponymie
- D'après Lucien Goron, le nom de Ganac viendrait d'un fundi gallo-romain, Gannus[30].
- Certains noms de hameaux pourraient venir du nom de défricheurs médiévaux : Becq (un Ramon Becq vivait à Ganac en 1390) et Peyjouan.

## Histoire

### Moyen Age
En 1111, la villa de Ganac est donnée à l'abbaye Saint-Volusien. Le 8 September 1331, Gaston II, comte de Foix, fait donation à Guillaume de Fresencs de tous ses droits sur Ganac. En 1351, Raymond d'Albi, chevalier et sénéchal du comté de Foix, était coseigneur de Ganac et vassal du comte de Foix. En 1390, le monastère des Salenques obtient une partie de la seigneurie de Ganac. Ainsi, La seigneurie de Ganac est partagée entre seigneurs laïcs et seigneurs issus du clergé. Au milieu du XVe siècle, trois seigneurs se partagent le territoire de Ganac : l'abbaye Saint Volusien, le monastère des Salenques et Savary de Mauléon, héritier de la famille d'Albi ou Albis. Parmi les seigneurs laïcs, plusieurs familles se succèdent jusqu'à la Révolution Française : les familles d'Albis, de Mauléon, de Sers ou Seyre, de Villemur et d'Hautpoul.

### Temps modernes
À partir de 1636, un seul seigneur demeure à Ganac, Soulan de Sers. Il transmet les terres de Ganac à son gendre Roger de Villemur, époux de sa fille Françoise. Ce couple a une fille, Claire de Villemur, dame de Ganac qui s'unit à la famille d'Hautpoul en épousant, le 10 mai 1694 à Perpignan, Hyacinthe d'Hautpoul. Ce dernier, seigneur de Roquevert et de Saint Just, devient baron de Ganac.

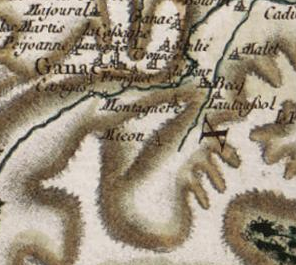
Carte de Cassini du XVIIIe siècle

Pierre Marie Gabriel Hyacinthe d'Hautpoul, né le 31 août 1767 au château de Seyre est le dernier seigneur de Ganac. Il portait les titres de marquis d'Hautpoul, baron de Ganac, Montoulieu, de Prayols et de Saint-Just et seigneur de Seyre et de Roquefort. Le 29 septembre 1795, il épouse Gabrielle de Varagnes de Bélesta et il décède le 7 avril 1807 à Toulouse.
Après l'autorisation le 28 août 1792 par l’Assemblée nationale législative des visites domiciliaires, le château est pillé le 23 septembre  1792.
Il est acheté en 1808 par l'industriel Jean Ruffié, vendu aux enchères en 1847 et divisé en plusieurs lots, puis dès 1868, passe dans les mains de la famille Becq-Lapanton.

### XIXesiècle
- Vie industrielle : Ganac est une commune qui a été dynamisée par le travail du fer. En 1772, cinq martinets alimentaient 16 boutiques à clous, dont 13 clouteries à Ganac qui employaient 150 personnes en 1864.
- société de secours mutuel : En 1854 est créée une société de secours mutuel, réservée aux hommes, la société Saint-Jean-Baptiste. Ses rôles étaient d'aider les sociétaires malades, blessés ou infirmes, de participer aux frais funéraires et parfois, distribuer des pensions de retraite.
- Agriculture et élevage : l'Etat a financé la création de fruitières pour développer la production laitière et fabriquer des fromages. En 1876, la fruitière du Calmil, à 1150 mètres, entre en fonctionnement. Elle devait jouer le rôle d'une fruitière-école mais ce fut un échec en raison de difficultés dans le déplacement des animaux et d'un manque de débouchés pour les fromages produits. L'agrandissement des domaines, la diversification de la production autour du beurre et le jumelage avec une fruitière d' hiver au village, n' ont pas empêché la transformation de l' établissement en ferme d'élevage dès 1886.

### XXesiècle
42 Ganacois ont perdu la vie pendant la Première Guerre Mondiale.
Le 31 juillet 1944, une trentaine de miliciens entreprit une expédition contre un maquis dans le secteur du Prat d'Albis. Ils rentrèrent bredouilles mais ils incendièrent complètement le refuge forestier de la Trabinade et la maison forestière du Calmil. Pour ce dernier bâtiment, l'administration des Eaux et Forêts estimait le montant des dégâts à 63 000 francs 1939.

## Politique et administration

### Découpage territorial
La commune de Ganac est membre de la communauté d'agglomération Pays Foix-Varilhes, un établissement public de coopération intercommunale (EPCI) à fiscalité propre créé le 16 novembre 2016 dont le siège est à Foix. Ce dernier est par ailleurs membre d'autres groupements intercommunaux.
Sur le plan administratif, elle est rattachée à l'arrondissement de Foix, au département de l'Ariège, en tant que circonscription administrative de l'État, et à la région Occitanie.
Sur le plan électoral, elle dépend du canton de Foix pour l'élection des conseillers départementaux, depuis le redécoupage cantonal de 2014 entré en vigueur en 2015, et de la première circonscription de l'Ariège  pour les élections législatives, depuis le redécoupage électoral de 1986.

### Liste des maires
| Période   | Période  | Identité            | Étiquette | Qualité  |
| --------- | -------- | ------------------- | --------- | -------- |
| 1792      | 1793     | Pierre Soula        |           |          |
| 1793      | 1798     | Jean Baptiste Izard |           |          |
| 1798      | 1798     | Pierre Soula        |           |          |
| 1798      | 1799     | Jean Pierre Séguéla |           |          |
| 1799      | 1800     | Jérôme Séguéla      |           |          |
| 1800      | 1801     | Pierre Soula        |           |          |
| 1801      | 1806     | Raymond Nougué      |           |          |
| 1806      | 1815     | Jean Baptiste Izard |           |          |
| 1815      | 1816     | Jean Séguéla        |           |          |
| 1816      | 1821     | Raymond Sans        |           |          |
| 1821      | 1828     | Jean Baptiste Soula |           |          |
| 1828      | 1830     | Laurent Izard       |           |          |
| 1830      | 1835     | Jean Baptiste Soula |           |          |
| 1835      | 1846     | Laurent Izard       |           |          |
| 1846      | 1848     | Jean Baptiste Soula |           |          |
| 1848      | 1870     | Laurent Izard       |           |          |
| 1870      | 1870     | Pierre Becq         |           |          |
| 1870      | 1871     | Clément Izard       |           |          |
| 1871      | 1871     | Séverin Izard       |           |          |
| 1871      | 1874     | Clément Izard       |           |          |
| 1874      | 1876     | Jean-Baptiste Becq  |           |          |
| 1876      | 1913     | Séverin Izard       |           |          |
| 1913      | 1920     | Osmin Rheuil        |           |          |
| 1920      | 1935     | Ernest Nougué       |           |          |
| 1935      | 1944     | Ferdinand Nougué    |           |          |
| 1944      | 1944     | Gabriel Durand      |           |          |
| 1947      | 1953     | Cyrille Marrot      |           |          |
| 1947      | 1953     | Louis Payan         |           |          |
| 1953      | 1971     | Amand Donnat        |           |          |
| 1971      | 1974     | Alexis Bize         |           |          |
| mars 1974 | 2008     | Maurice Pagès       |           |          |
| mars 2008 | En cours | Pierre Ville        | PS        | Retraité |

## Démographie
En 1390, Ganac comptait 33.5 feux, soit environ 151 habitants.
| 1793  | 1800  | 1806  | 1821  | 1831  | 1836  | 1841  | 1846  | 1851  |
| ----- | ----- | ----- | ----- | ----- | ----- | ----- | ----- | ----- |
| 1 018 | 1 035 | 1 196 | 1 278 | 1 388 | 1 471 | 1 422 | 1 461 | 1 407 |

| 1856  | 1861  | 1866  | 1872  | 1876  | 1881  | 1886  | 1891  | 1896  |
| ----- | ----- | ----- | ----- | ----- | ----- | ----- | ----- | ----- |
| 1 307 | 1 376 | 1 379 | 1 403 | 1 437 | 1 335 | 1 221 | 1 086 | 1 022 |

| 1901 | 1906 | 1911 | 1921 | 1926 | 1931 | 1936 | 1946 | 1954 |
| ---- | ---- | ---- | ---- | ---- | ---- | ---- | ---- | ---- |
| 992  | 969  | 831  | 704  | 653  | 589  | 519  | 439  | 489  |

| 1962 | 1968 | 1975 | 1982 | 1990 | 1999 | 2006 | 2008 | 2013 |
| ---- | ---- | ---- | ---- | ---- | ---- | ---- | ---- | ---- |
| 437  | 434  | 373  | 496  | 579  | 653  | 668  | 672  | 693  |

| 2018 | 2022 | - | - | - | - | - | - | - |
| ---- | ---- | - | - | - | - | - | - | - |
| 731  | 746  | - | - | - | - | - | - | - |

## Vie locale

### Enseignement
Ganac a compté jusqu'à cinq écoles, deux à Becq, deux à Ganac et une à Micou.
Depuis les années 1980, la commune de Ganac est intégrée au sein d'un RPI (regroupement pédagogique intercommunal) qui comprend également les communes de Brassac et Saint Pierre de Rivière. Une nouvelle école, à Ganac, inaugurée en janvier 2008, accueille deux classes : cm1 et cm2.

### Équipements
- Salle des fêtes.
- Aire de jeux pour les enfants devant la salle des fêtes.
- Boîte à lire inaugurée en 2016 face à la mairie[39].
- terrain de sport (basket ball et handball)
- terrain d'atterrissage pour parapentes au lieu-dit le pont de la forge. Le Comité départemental de Vol libre a son siège à la mairie, le village se trouvant à proximité du site du Prat d'Albis.
- Sentiers de randonnées (carte détaillée devant la mairie au village).
- Boulodrome devant la salle des fêtes.
- Maison de la chasse.

### Associations
- Comité des fêtes
- ACCA
- Attelages d'Ariège
- Les Bomberos de Ganac : banda
- Club informatique
- Comité départemental de Vol libre : parapente.
- Country in Ariège
- Ganac détente sports loisirs : club lecture, club tricot, peinture...
- Société Saint-Jean-Baptiste.

### Festivités
- juin, feu de la Saint-Jean
- fin juillet, fête locale

## Économie

### Revenus
En 2018, la commune compte 327 ménages fiscaux, regroupant 675 personnes. La médiane du revenu disponible par unité de consommation est de 21 160 € (19 820 € dans le département).

### Emploi
| Division       | 2008  | 2013   | 2018   |
| -------------- | ----- | ------ | ------ |
| Commune        | 6 %   | 11,3 % | 9,8 %  |
| Département    | 8,9 % | 11,1 % | 11,2 % |
| France entière | 8,3 % | 10 %   | 10 %   |

En 2018, la population âgée de 15 à 64 ans s'élève à 439 personnes, parmi lesquelles on compte 73,3 % d'actifs (63,6 % ayant un emploi et 9,8 % de chômeurs) et 26,7 % d'inactifs,. Depuis 2008, le taux de chômage communal (au sens du recensement) des 15-64 ans est inférieur à celui de la France et du département.
La commune fait partie de la couronne de l'aire d'attraction de Foix, du fait qu'au moins 15 % des actifs travaillent dans le pôle,. Elle compte 68 emplois en 2018, contre 63 en 2013 et 61 en 2008. Le nombre d'actifs ayant un emploi résidant dans la commune est de 284, soit un indicateur de concentration d'emploi de 23,9 % et un taux d'activité parmi les 15 ans ou plus de 53,1 %.
Sur ces 284 actifs de 15 ans ou plus ayant un emploi, 57 travaillent dans la commune, soit 20 % des habitants. Pour se rendre au travail, 86,6 % des habitants utilisent un véhicule personnel ou de fonction à quatre roues, 2,5 % les transports en commun, 5,3 % s'y rendent en deux-roues, à vélo ou à pied et 5,6 % n'ont pas besoin de transport (travail au domicile).

### Activités hors agriculture
53 établissements sont implantés  à Ganac au 31 décembre 2019. Le tableau ci-dessous en détaille le nombre par secteur d'activité et compare les ratios avec ceux du département,.
| Secteur d'activité                                                                                        | Commune | Commune | Département |
| Secteur d'activité                                                                                        | Nombre  | %       | %           |
| --- | ------- | ------- | ----------- |
| Ensemble                                                                                                  | 53      | 100 %   | (100 %)     |
| Industrie manufacturière, industries extractives et autres                                                | 5       | 9,4 %   | (12,9 %)    |
| Construction                                                                                              | 13      | 24,5 %  | (14,2 %)    |
| Commerce de gros et de détail, transports, hébergement et restauration                                    | 7       | 13,2 %  | (27,5 %)    |
| Information et communication                                                                              | 3       | 5,7 %   | (1,8 %)     |
| Activités financières et d'assurance                                                                      | 3       | 5,7 %   | (2,8 %)     |
| Activités immobilières                                                                                    | 3       | 5,7 %   | (4,2 %)     |
| Activités spécialisées, scientifiques et techniques et activités de services administratifs et de soutien | 9       | 17 %    | (13,2 %)    |
| Administration publique, enseignement, santé humaine et action sociale                                    | 6       | 11,3 %  | (14,4 %)    |
| Autres activités de services                                                                              | 4       | 7,5 %   | (8,8 %)     |

Le secteur de la construction est prépondérant sur la commune puisqu'il représente 24,5 % du nombre total d'établissements de la commune (13 sur les 53 entreprises implantées  à Ganac), contre 14,2 % au niveau départemental.
Les trois entreprises ayant leur siège social sur le territoire communal qui génèrent le plus de chiffre d'affaires en 2020 sont : 
- Aoc Ouvertures, travaux de menuiserie métallique et serrurerie (1 270 k€)
- ADS Ariege Depann'stores, travaux de menuiserie métallique et serrurerie (98 k€)
- L'achil Cafe, débits de boissons (3 k€)

Une épicerie-bar se trouve au village et divers gîtes sur la commune.

### Agriculture
|                                   | 1988 | 2000 | 2010 |
| --------------------------------- | ---- | ---- | ---- |
| Exploitations                     | 15   | 12   | 8    |
| Superficie agricole utilisée (ha) | 421  | 360  | 359  |

La commune fait partie de la petite région agricole dénommée « Région sous-pyrénéenne ». En 2010, l'orientation technico-économique de l'agriculture  sur la commune est l'élevage d'ovins et de caprins. Huit exploitations agricoles ayant leur siège dans la commune sont dénombrées lors du recensement agricole de 2010 (douze en 1988). La superficie agricole utilisée est de 359 ha.

## Culture locale et patrimoine

### Lieux et monuments
- Église Saint-Jean-Baptiste, remaniée au XIXe siècle.
- Château de Ganac
- Petit patrimoine rural : fontaines, lavoirs, fours à pain, croix, orri...

## Galerie

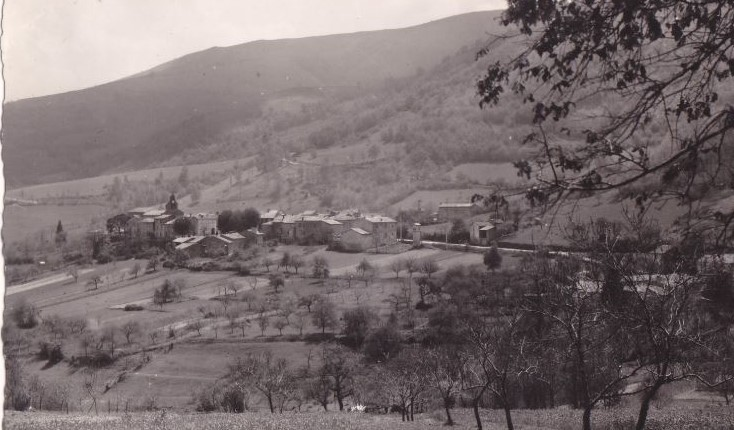
Territoire de Ganac au début du XXe siècle
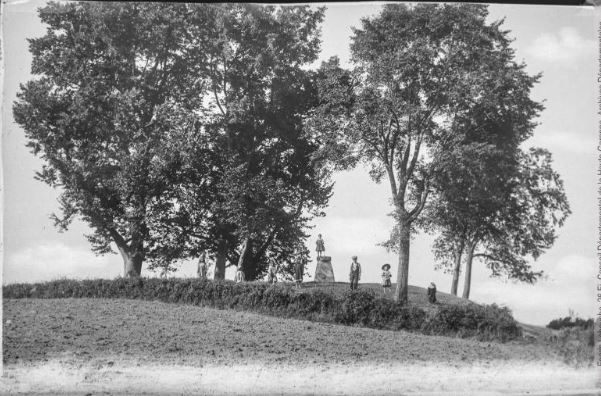
Le Peyrou avant la seconde guerre mondiale
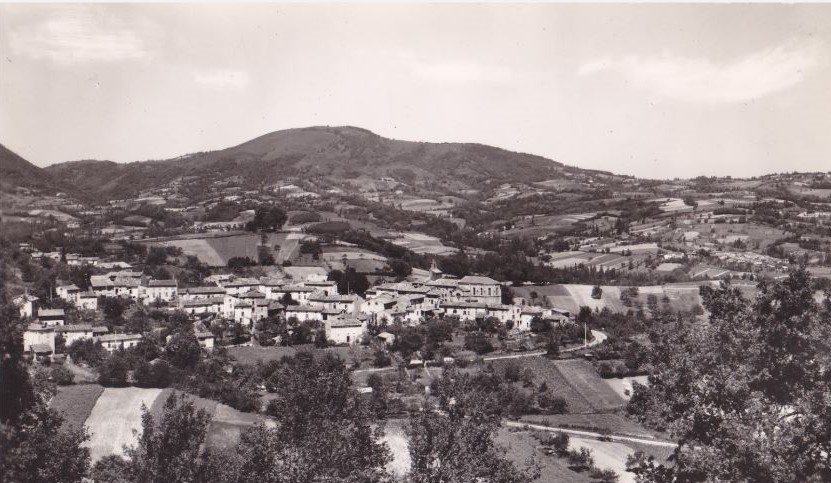
Ganac depuis la route de Micou
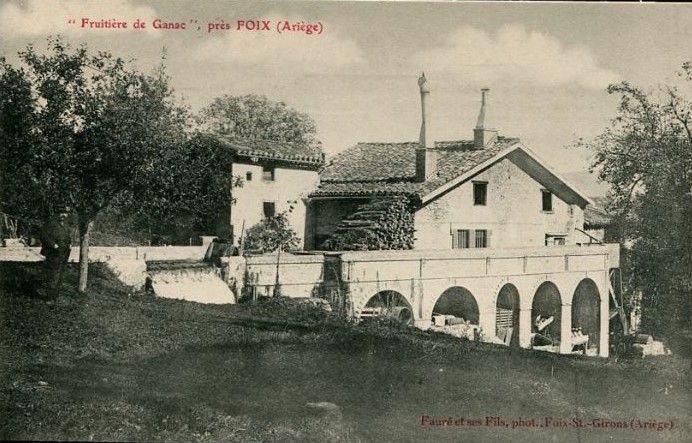
La fruitière (carte postale ancienne)
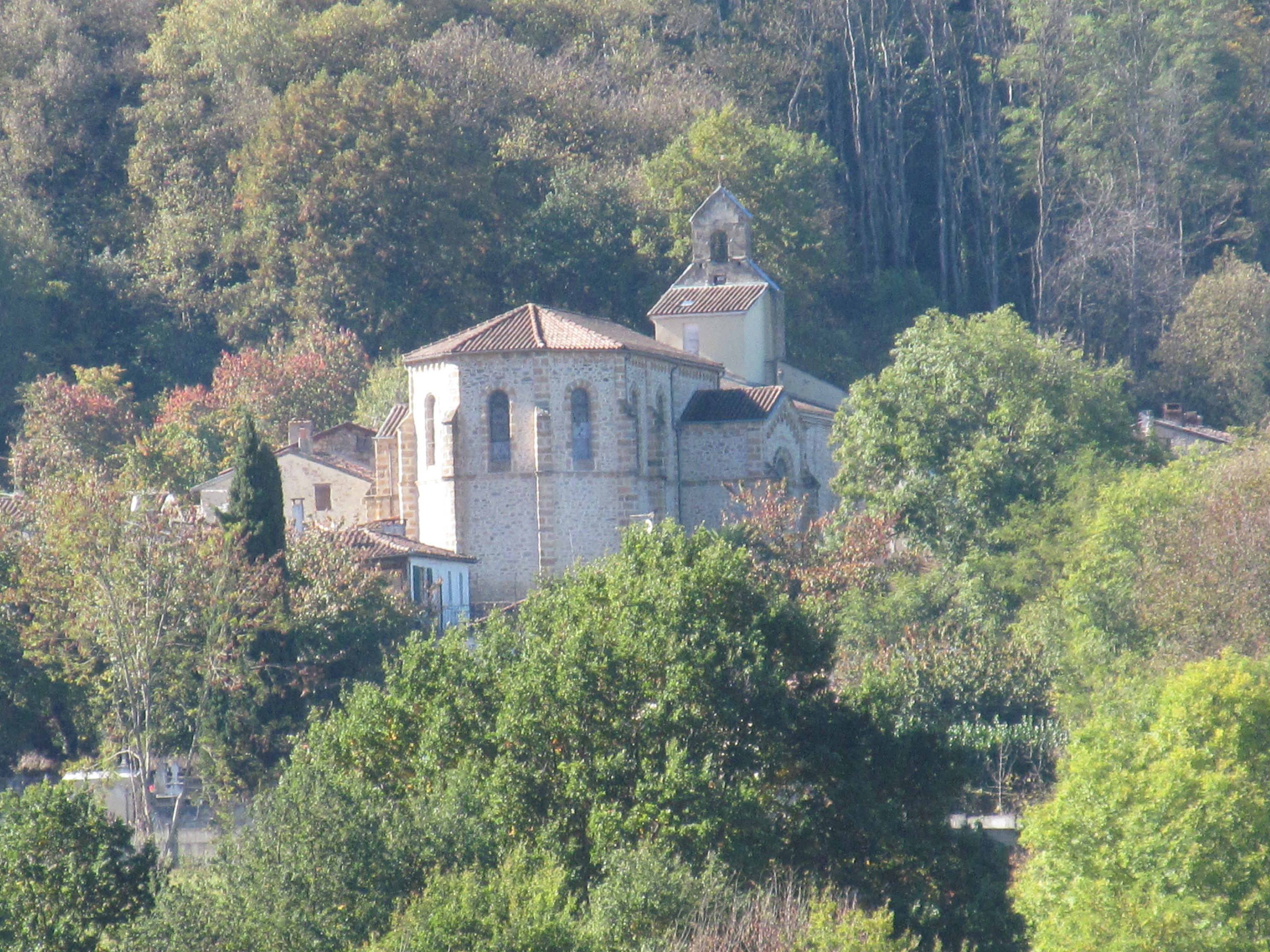
Église de Ganac depuis le chemin du Py
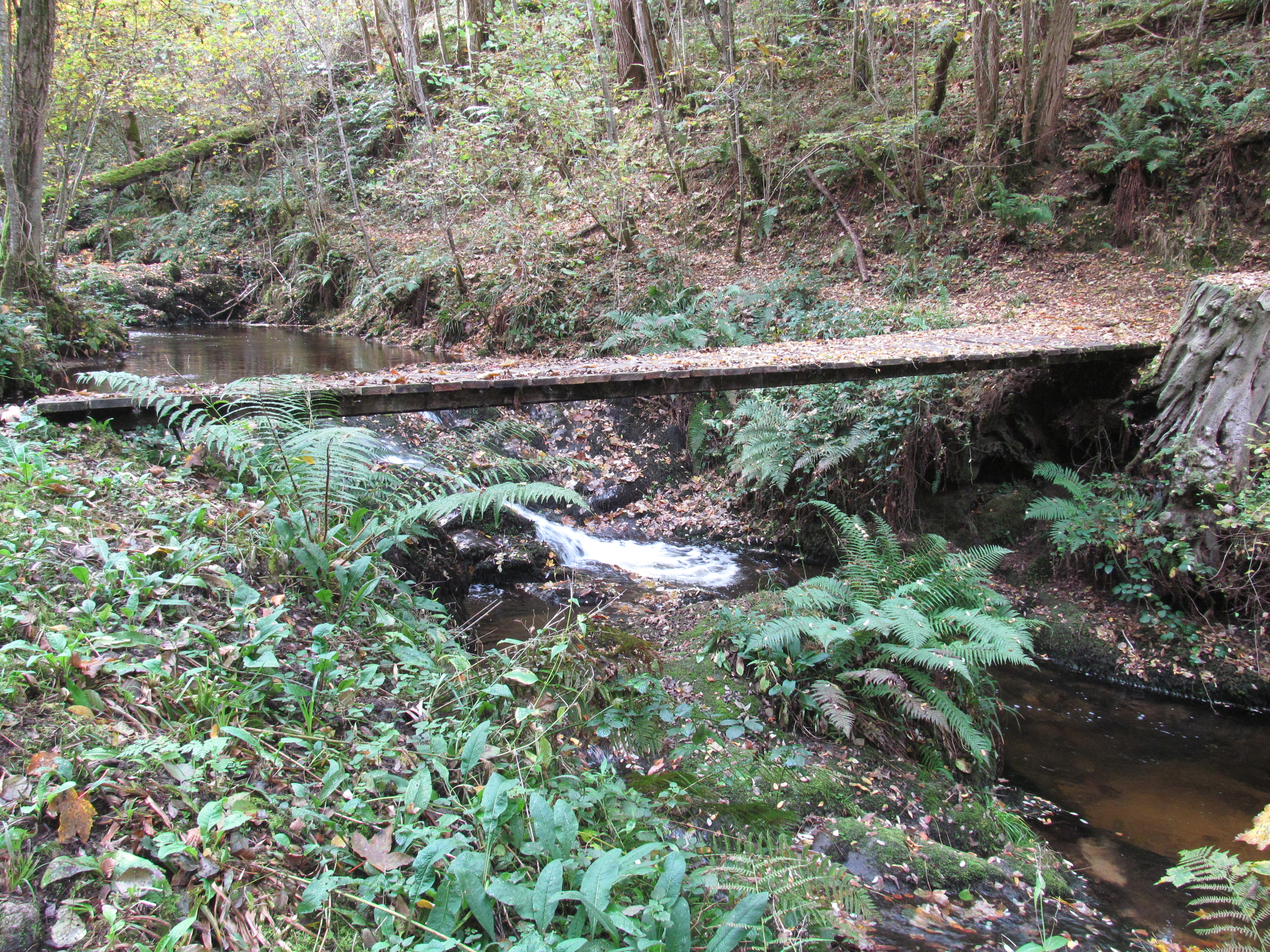
Circuit des cascades à Carrigas
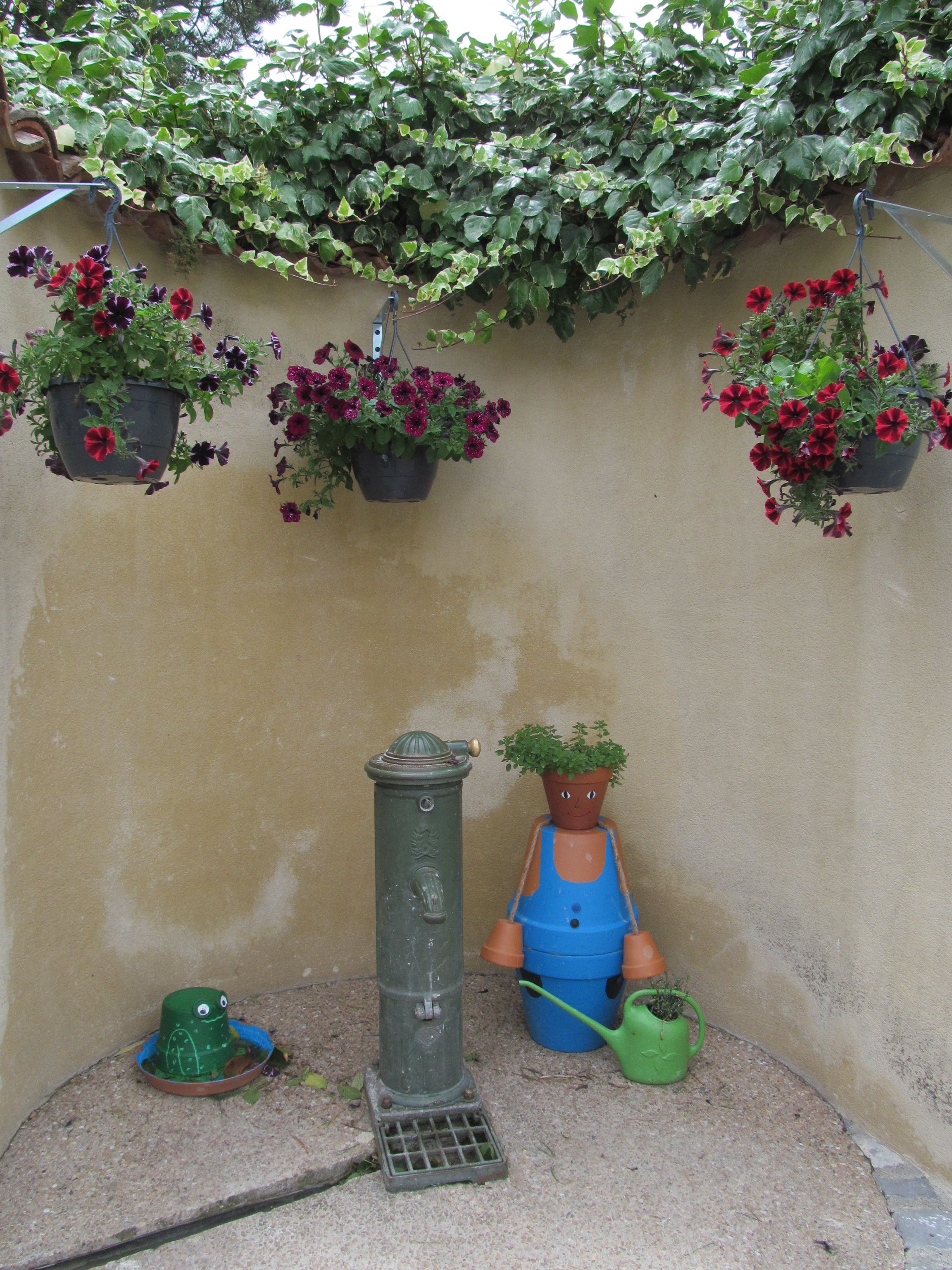
Fontaine sur la place de Ganac
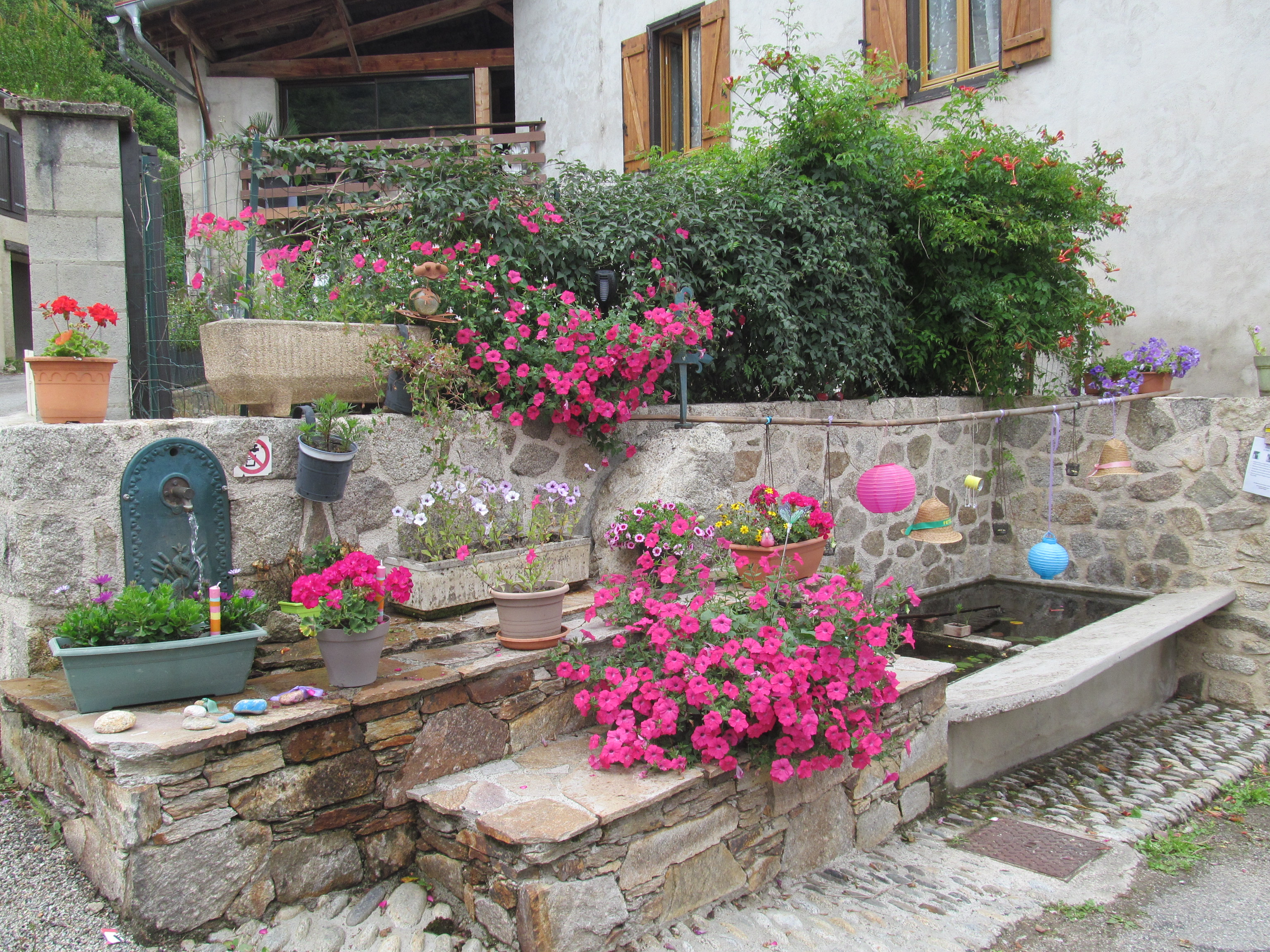
Fontaine hameau des reillous
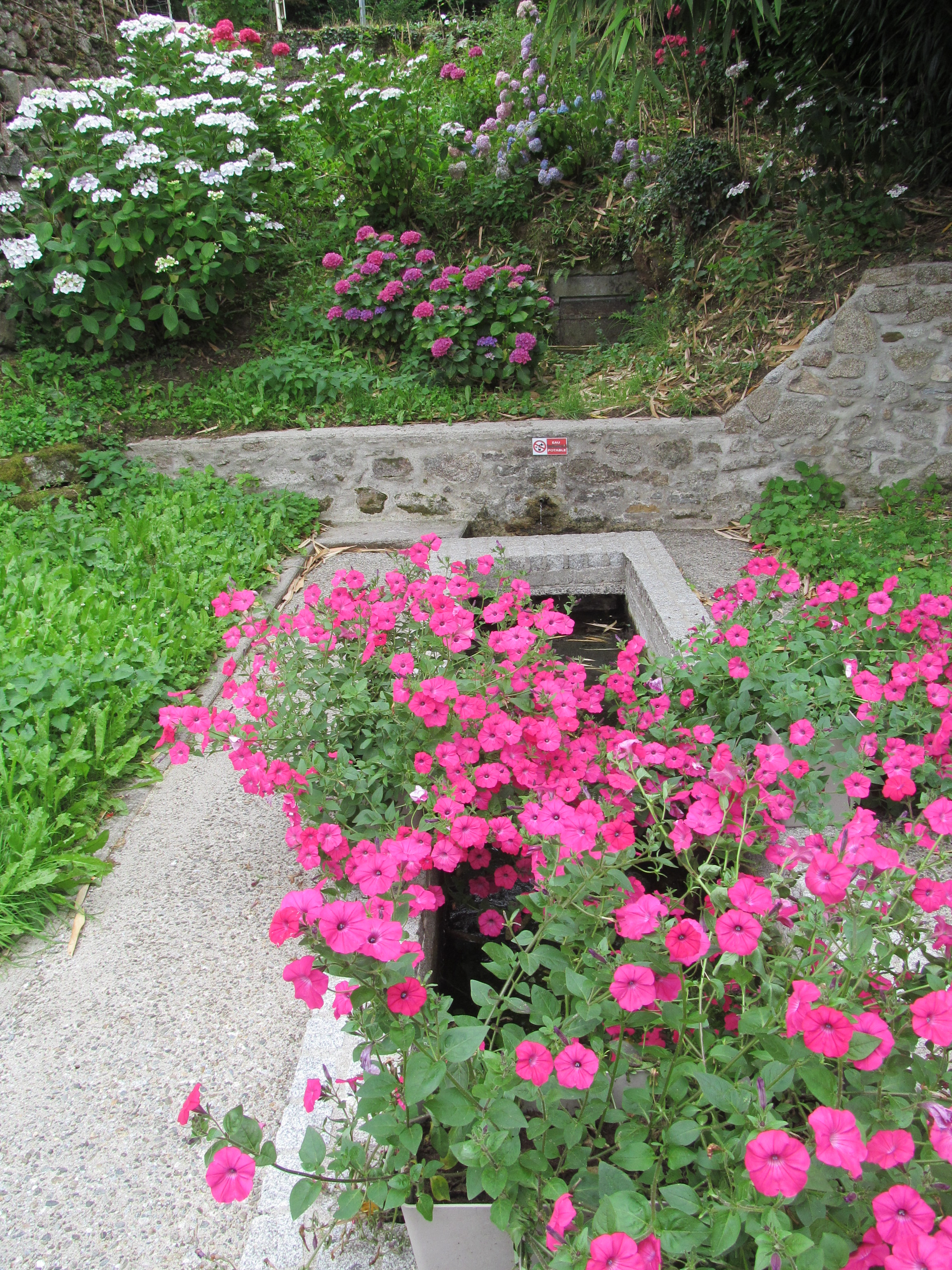
Fontaine lavoir de Peyjouan
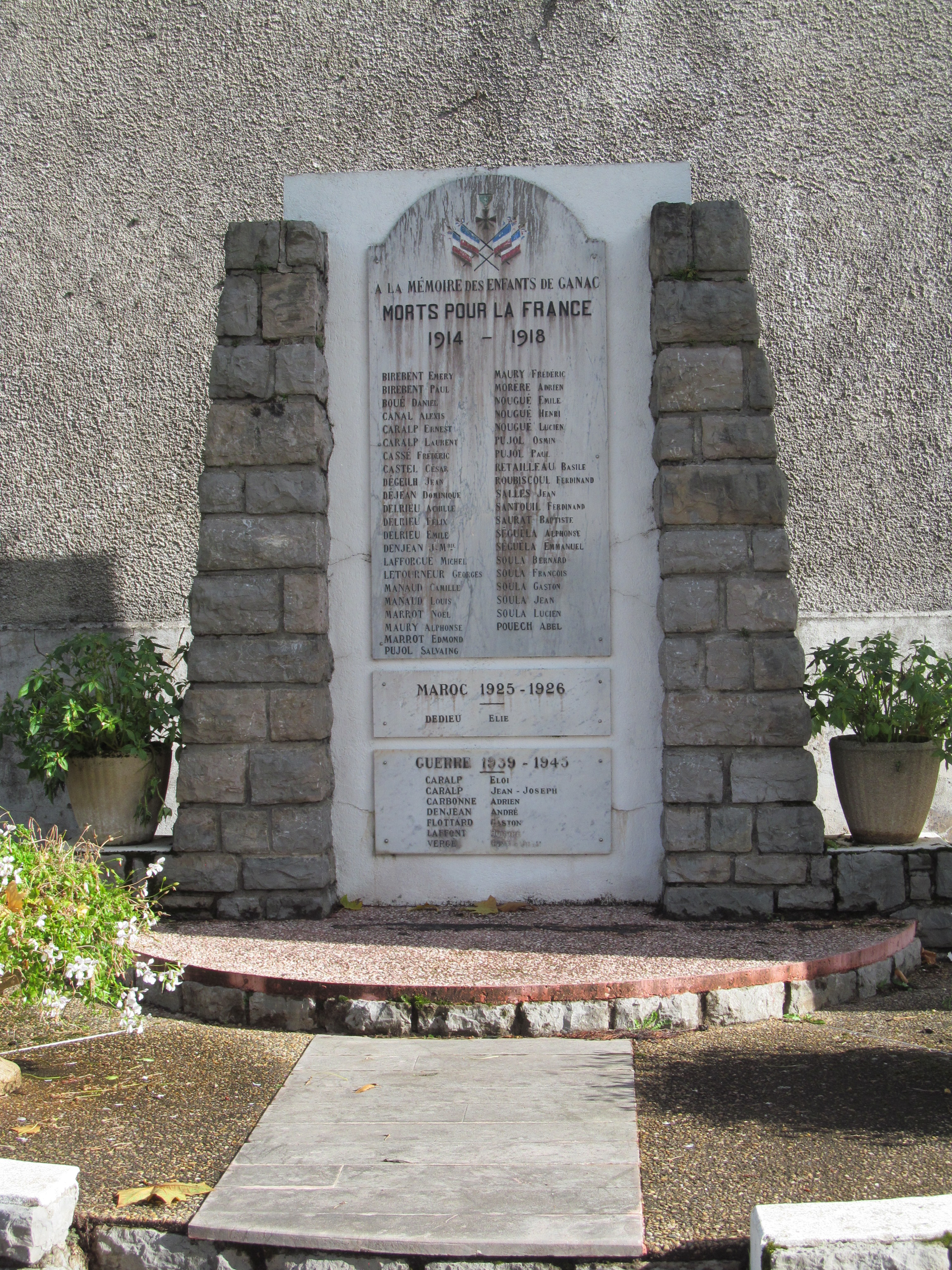
Monument aux morts de Ganac

### Personnalités liées à la commune
- Famille d'Hautpoul, branche de Seyre qui a fourni les derniers barons de Ganac.
- Vincent Cibiel (1797-1871) avocat, député de l'Aveyron mais aussi  beau-frère de Jean Ruffié industriel et ancien propriétaire du château de Ganac. Vincent Cibiel achète une partie du domaine après la faillite de son beau-frère.
- Cyprien de Bellissen (1840-1925), diplomate et homme politique (député de l'Ariège). Il a été propriétaire de nombreux domaines et métairies sur la commune de Ganac dont Montagnières, Fringuet, le moulin de la nation...
- Hugues Massip (1842-1885) homme politique, député de l'Ariège de 1881 à 1885. A été propriétaire du domaine du Taussol (demeure et la métairie) jusqu'à son décès.
- Daniel Soula (1906-2001), né à Ganac au hameau du Vernet, instituteur, député de l'Ariège (SFIO) du 3 mai 1936 au 31 mai 1942.
- Jean Saurel (1924-2020), né à Aubervilliers, docteur en sciences physiques, universitaire, président de Paris XIII, recteur de l'académie de Créteil. Originaire de Ganac, membre de la société Saint-Jean Baptiste, Jean Saurel est enterré dans le cimetière de la commune.
- Roland Smet né en 1952, ancien coureur cycliste. A vécu à Ganac au hameau de Majoural jusqu'en 2022.
- Claudius de Cap Blanc (1953-2022) Jean-Claude Lagarde, artiste, sculpteur a vécu à Ganac à Cap Blanc, grange au-dessus du hameau de Micou d'où il tire son pseudonyme. Il s'est donné la mort à Ganac au milieu de son œuvre, le jardin vulvolithique situé au Prat d'Albis.
- Veronica Antonelli (1974), artiste lyrique soprano, ayant vécu de l'âge de 8 ans à 15 ans au lieu-dit la Martine.

### Arboriculture
La capelle de Micou est une pomme locale, recensée et protégée par les pomologues. Elle arrive à maturité entre les mois de décembre et mai.

## Pour approfondir